# 前575年
| 千纪： | 前1千纪 |
| 世纪： | 前7世纪 \| 前6世纪 \| 前5世纪 |
| 年代： | 前600年代 \| 前590年代 \| 前580年代 \| 前570年代 \| 前560年代 \| 前550年代 \| 前540年代 |
| 年份： | 前580年 \| 前579年 \| 前578年 \| 前577年 \| 前576年 \| 前575年 \| 前574年 \| 前573年 \| 前572年 \| 前571年 \| 前570年                                                                      |
| 纪年： | 周简王十一年 魯成公十六年 齐灵公七年 晋厉公六年 秦景公二年 宋平公元年 楚共王十六年 卫献公二年 陈成公二十四年 蔡景侯十七年 曹成公三年 郑成公十年 燕昭公十二年 吴王寿梦十一年 杞桓公六十二年 |

## 大事記
- 鄢陵之戰，晉厲公伐鄭國，楚共王救之，兩軍相遇於鄢陵（今河南鄢陵西北），晉國大勝，楚軍大敗逃遁。
- 潁上之戰，魯成公會合宋國、齊國、衛國、邾國及尹武公討伐鄭國，聯軍入侵陳、蔡二國，宋、齊及衞三國軍隊於歸途中被鄭國子罕擊敗。

## 出生
- 魯襄公